# Lundtofte Kirke
Lundtofte kirke og kirkegård blev indviet i 1921 og omfattede landsbyen Lundtofte, Brede, Hjortekær, Ørholm og  Lille Ørholm.
Kirken er tegnet af arkitekten Harald Lønborg-Jensen.
Kirkegården er tegnet af  landskabsarkitekten Gudmund Nyeland Brandt.
Lundtofte kirke er bygget på lokalt initiativ, og byggeprojektet fik stor folkelig opbakning. Ved indvielsen i 1921 var cirka halvdelen af finansieringen til kirken, gennem frivillige bidrag. Grunden kirken er bygget på, var lokalt doneret af Ørholm Grundejerforening. Præsten N.N. Sværdborg blev i 1930 kirkens første sognepræst.
Der er cirka 200 siddepladser i kirken. Desuden er der i dag ansat 4 præster i sognet, hvor den ene hovedsageligt fungerer som universitetspræst på DTU.    
I 1921 havde Lundtofte kirke 6 medarbejdere. Kordegn Martin Rasmussen, kirkesanger Rigmor Gade, kirkekone Mathilde Thomsen, pastor Niels Sværdborg, graver Vilhelm Thomsen, organist Kamma Sværdborg.
I den nordlige del af kirkegården ligger en direktør for Brede Klædefabrik, Edmund Daverkosen begravet, ved siden af sin hustru Olga. Ved siden af højen hvor Daverkosen ligger begravet, havde Klædefabrikkens ansatte ret til fri begravelse fra 1921 til 1952, fordi fabrikken og direktøren havde givet et beløb til jorden og bebyggelsen af Lundtofte kirkegård.
Flere gravsten på Lundtofte kirkegård er stadig bevaret, selvom gravstederne ikke længere eksisterer. Stenene er udvalgt af Byhistorisk Samling, for at vise forskellige typer af gravsten, der har været på Lundtofte kirkegård. Samtidig bevarer man mindet om personer og erhverv i Lundtofte sogn. De ældste sten på kirkegården er fra 1926. De gamle gravsten kaldes for  lapidarium, og er placeret i den vestlige ende af kirkegården.
Kirken har kun været igennem få forandringer siden opførelsen, blandt andet på vestsiden et nyt våbenhus i 1969. Samtidig fik kirkens inventar i 1999 en omfattende restaurering og nymaling.
Konfirmationsundervisning og møder blev holdt i tårnværelset over orglet indtil 1981, hvor sognegården blev opført.  
Geels kirkesal blev oprettet i en tidligere købmandsbutik. Kirkesalen blev indviet den 17. marts 1991 på baggrund af en række initiativer, projekter og et ønske om en kirke i dette område. Ønsket kom fordi sognet i 1940’erne og 50’erne havde stor befolkningstilvækst, og der blev behov for en særskilt kirke. Behovet blev mindre da man i 1956 havde fast  mulighed for, at bruge Geelsgård kostskoles festsal til søndags gudstjenesterne. Der blev efter 1956 fortsat samlet ind til en bedre løsning, men i 1966 blev Sorgenfri kirke indviet og behovet for en deling af Lundtofte sogn blev meget lille. Der var i tidens løb blevet indsamlet 350.000 kroner, som blev brugt på at indrette kirkesal og konfirmations lokaler i den tidligere købmandsbutik.

## Galleri
- Indgangsparti, Lundtofte Kirke 2006
- Lundtofte Kirke 2006

- Lundtofte Kirke fra øst - sydøst
- Udvendig detalje ved Koret på Lundtofte Kirke

## Kirkeskib
‘Ifigenia’ 2 master Brigantine eller Skonnertbrig. Skænket af drejermester Parsfeldt

Renoveret 1992 af maler Ove Andersen, Slagelse.
- Ifigenia

## Eksterne kilder og henvisninger
- Lundtofte Kirke hos KortTilKirken.dk
- https://www.lundtofte-kirke.dk/fileadmin/group/945/Kirkegaarden/historietavle_word.pdf
- https://www.lundtofte-kirke.dk/om-os/lundtofte-kirkes-historie/
- https://lundtofte-kirke.kw01.net/kirkeg%C3%A5rdens-lapidarium
- https://www.lundtofte-kirke.dk/om-os/geels-historie/